# Morsbronn-les-Bains
Morsbronn-les-Bains è un comune francese di 664 abitanti situato nel dipartimento del Basso Reno nella regione del Grand Est.

## Società

### Evoluzione demografica
Abitanti censiti